# Köpenhamns slott

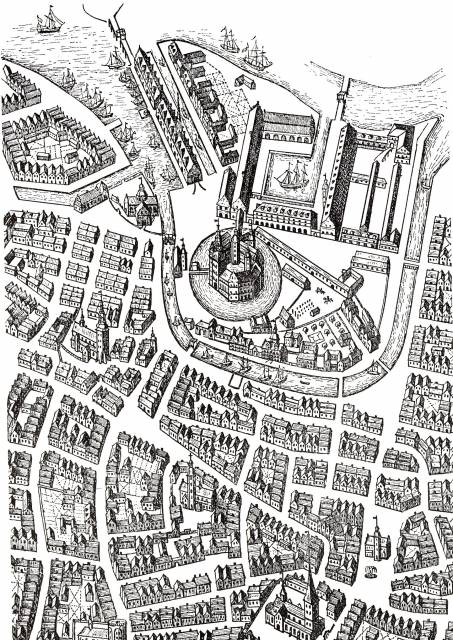
Slotsholmen i 1674 med Köpenhamns slott i mitten

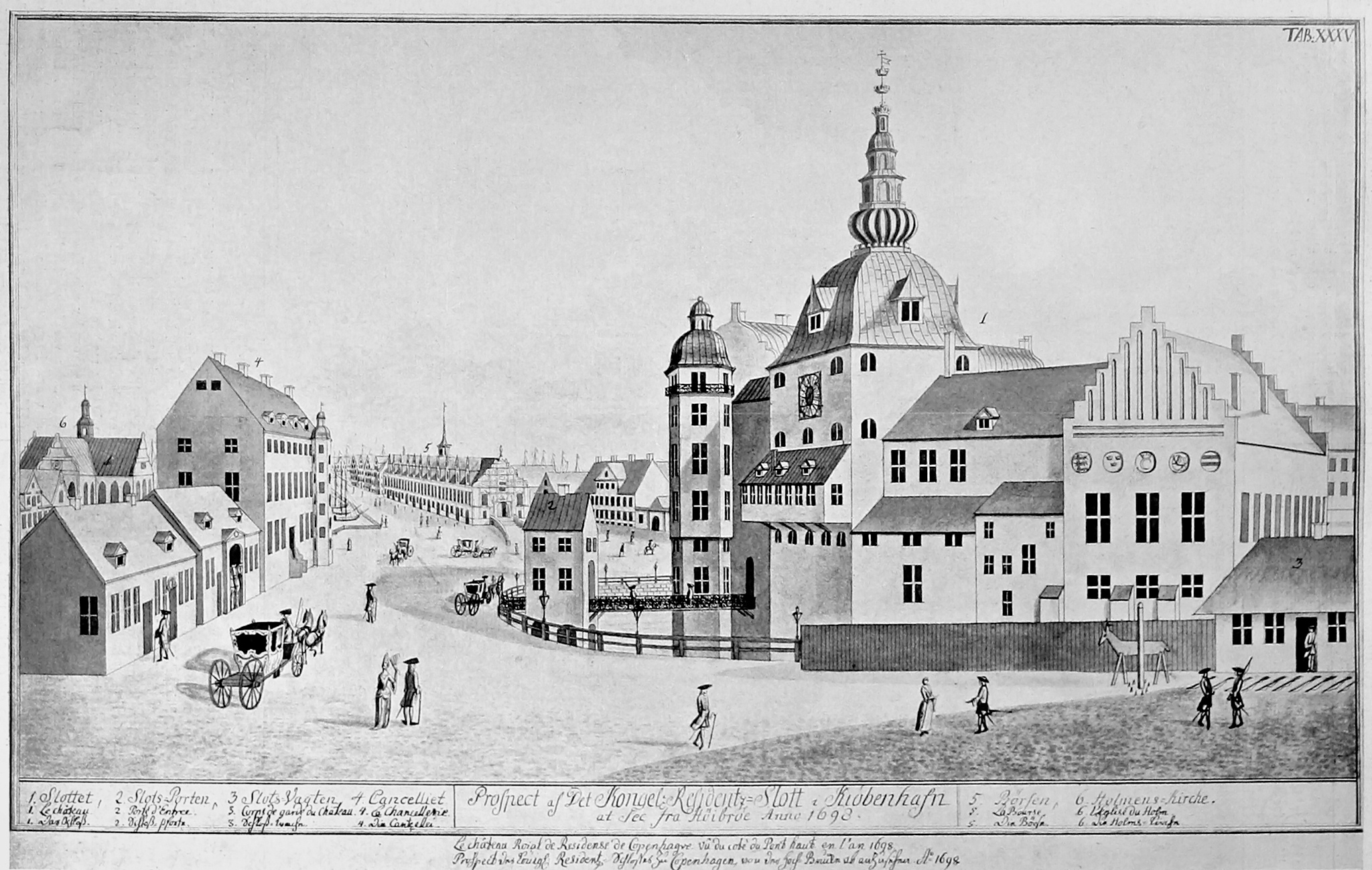
Kopparstick från 1698

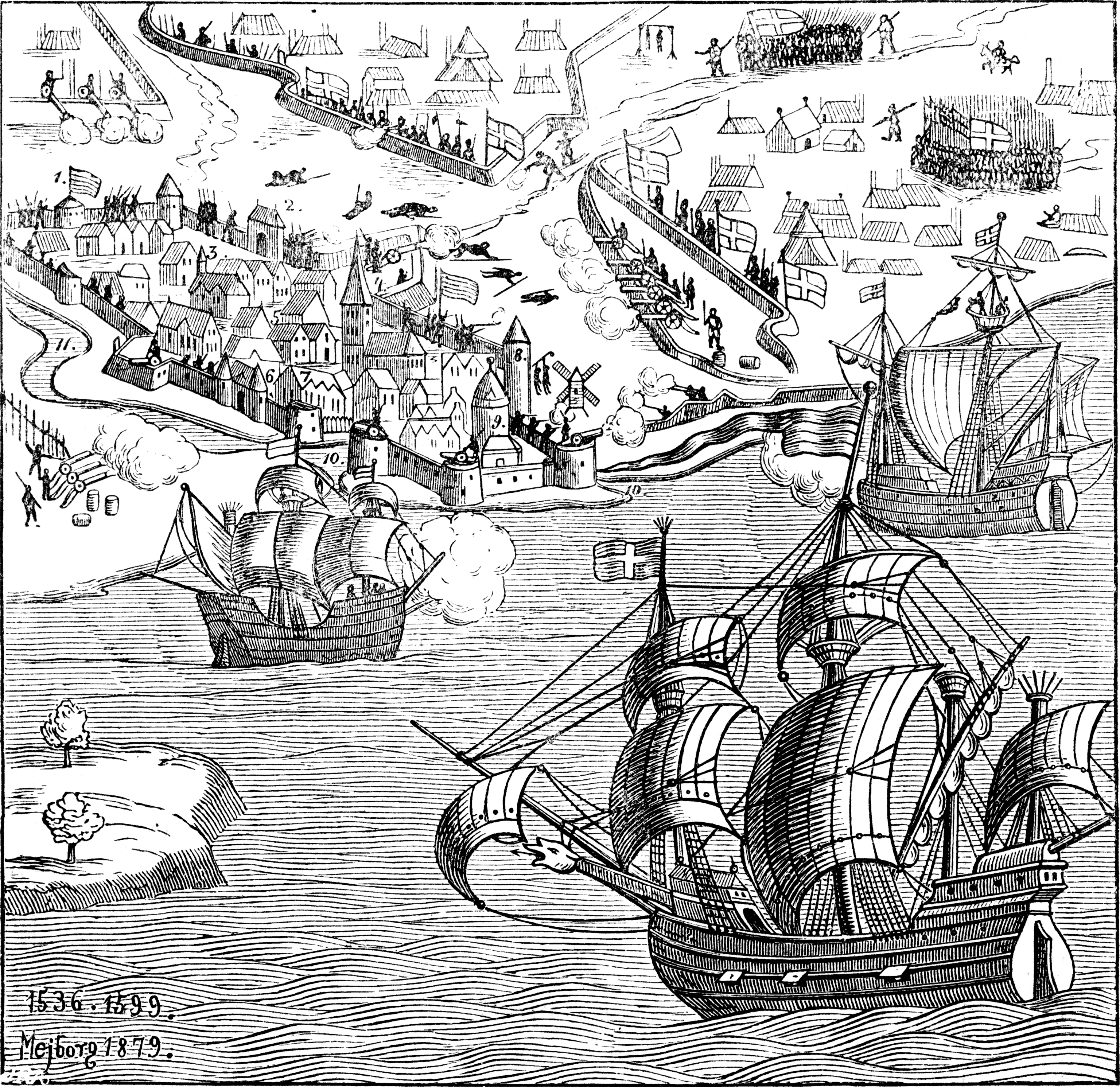
Köpenhamns belägring under Grevefejden 1535–1536

Köpenhamns slott var ett danskt kungligt slott, som låg på Slotsholmen i Köpenhamn mellan omkring 1370 och 1731. Det låg på samma plats som både den tidigare Absalons borg och nuvarande Christiansborg Slot. 
Köpenhamns slott kom i kungamaktens ägo 1417 under Erik av Pommern. Från mitten av 1400-talet fungerade slottet som den danske kungens huvudresidens och säte för regeringen. Det revs 1731 och ersattes av Christiansborg Slot.
Slottet låg under det nuvarande Christiansborgs huvudflygel. Ruinerna grävdes ut när Christiansborgs slott återuppbyggdes efter en brand i början av 1900-talet och förevisas under det återuppbyggda slottet. 

## Medeltiden
Hanseförbundet tvingade danskarna att riva Absalons borg 1369. Ovanpå resterna av den nedrivna borgen byggdes det en ny borg, vilken så småningom kom att kallas Köpenhamns slott. Borgen var att allt att döma klar åtminstone 1387. Roskildes biskopar ägde den till dess att kung Erik av Pommern 1417 lade beslag på den och därmed, efter stridigheter under 200 år, definitivt säkrade äganderätten åt kungamakten. Detta var en del av hans politik att stärka kontrollen över handelsvägen genom Öresund, i vilken också ingick att anlägga borgarna Ørekrog i Helsingör och befästningar i Malmö.
Som reaktion på Erik av Pommerns öresundspolitik angreps borgen och staden 1428 av en stor flotta från Hansan, men detta slogs tillbaka av Erik av Pommerns drottning Filippa, som ledde försvaret från Köpenhamns slott. År 1429 inrättades Öresundstullen vilken kom att utkrävas ända fram till 1857.
Borgen blev kungasäte i och med att Christoffer av Bayern flyttade till Köpenhamn 1443. Slottet blev efterhand centrum för landets styre, även om kungen själv befann sig på ständig resa i landet och medföljdes av sina kanslifunktionärer. Från mitten av 1400-talet började Köpenhamns slott att betraktas som regeringsmaktens centrum. Också insamlad skatt från hela landet förvarades från denna tidpunkt i slottstornet. Under Christoffer av Bayern inrättades också ett arkiv på slottet, som 1582 blev riksarkiv (Gehejmearkivet).
Vid adelns och biskoparnas uppror 1523 mot kung Kristian II, i Sverige kallad Kristian Tyrann, var staden Köpenhamn kungen trogen. Kristian II själv avseglade till Nederländerna. Efter en belägring mellan juni och december samma år, kunde kungens farbror hertig Fredrik inta stad och borg och överta makten över kungariket som Fredrik I.
År 1535 blev det en ny kamp om slottet under inrikeskriget Grevefejden efter Fredrik I:s död. Köpenhamns borgare öppnade då sina portar för greve Kristofer av Oldenburg, som inrättade sitt residens på Köpenhamns slott. Därefter påbörjade Fredrik I:s son hertig Kristian en belägring av staden och borgen, som slutade med att försvararna gav upp i juli 1536, och hertig Kristian blev kung över hela Danmark som Kristian III.

## Nya tiden
Den första större utbyggnaden av slottet genomfördes av Kristian III på 1550-talet. Efter belägringen av Köpenhamn 1535–1536 ansågs att slottet var föråldrat som befästningsverk och det betraktades därefter enbart som ett slott att bo i. Kristian III byggde ut slottet något i den tidigare vallgraven och genom att uppföra enskilda separata administrationsbyggnader utanför vallgraven på Slotsholmen.  
Kristian IV firade sin kröning 1596 med att höja slottets torn, som kallades Blåtårn och placera en spira ovanpå. Blåtårn användes senare som fängelse för Leonora Christina Ulfeldt under 21 års tid. Fredrik III lät uppföra stallbyggnader och också Det Kongelige Bibliotek.
Slottet renoverades grundligt i början av 1700-talet under Fredrik IV. Vallgraven fylldes igen och slottet gavs en mer regelbunden femkantig form runt en trång gård. Byggnadskropparna, som tidigare hade olika höjd, förhöjdes alla till fem våningar. Blåtårn blev kvar, med en huvudportal till slottsgården. Det ombyggda slottet blev färdigt 1728, men blev inte lyckat. Slottsgården blev ännu trängre och mörkare än tidigare, samtidigt som påbyggnaden gjort slottet så tungt, att murarna började spricka. År 1731 lät Frederik IV:s tronföljare Kristian VI riva slottet för att uppföra ett helt nytt.

## Bildgalleri

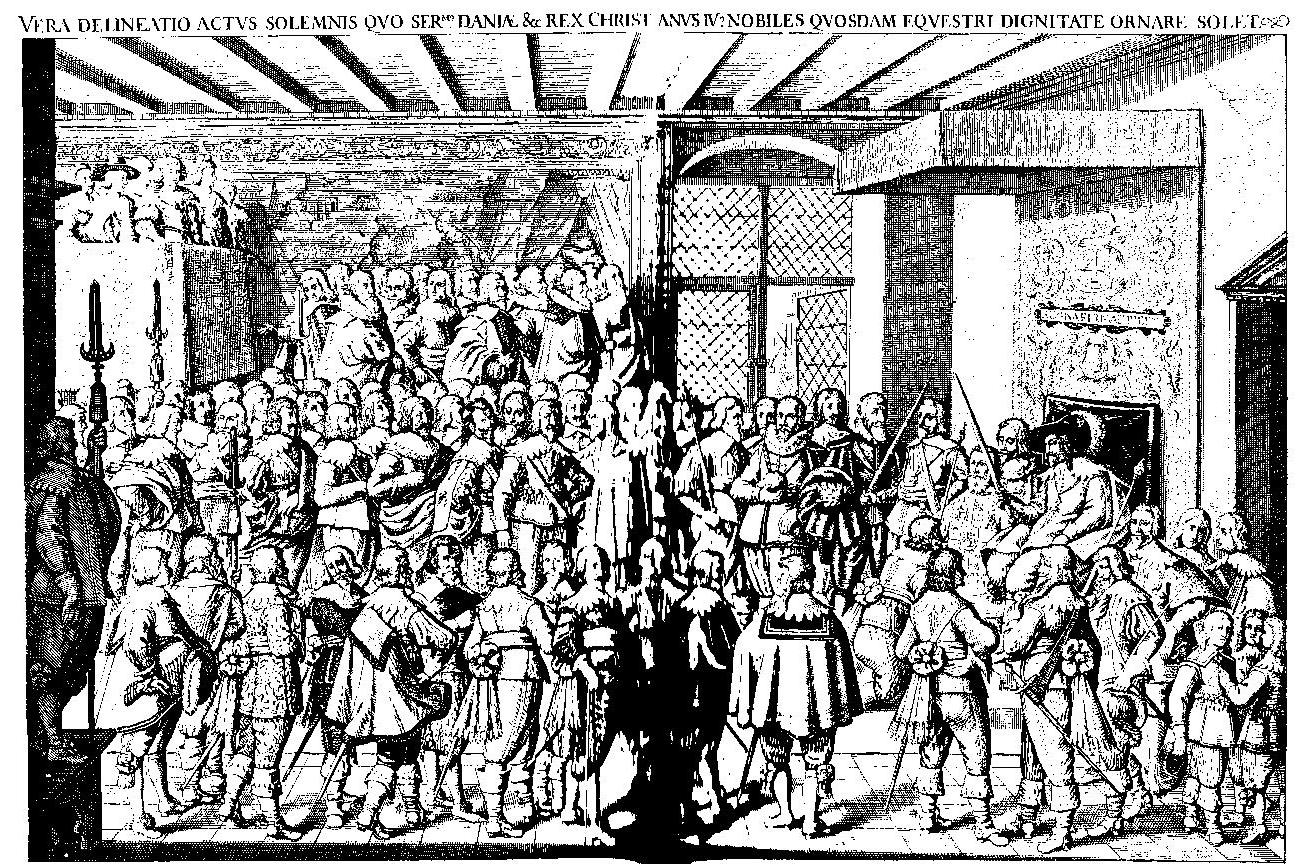
Kristian IV håller riddardubbning i den så kallade Gröna salen i Köpenhamns slott 1634
Perspektivritning från Frederik IV:s tid
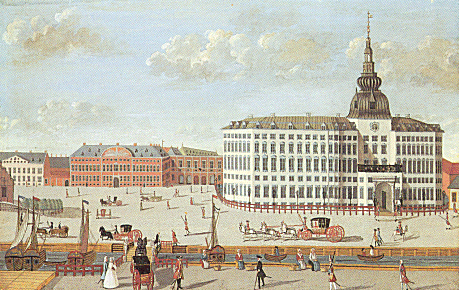
Köpenhamns slott omkring 1730 efter Frederik IV:s ombyggnad
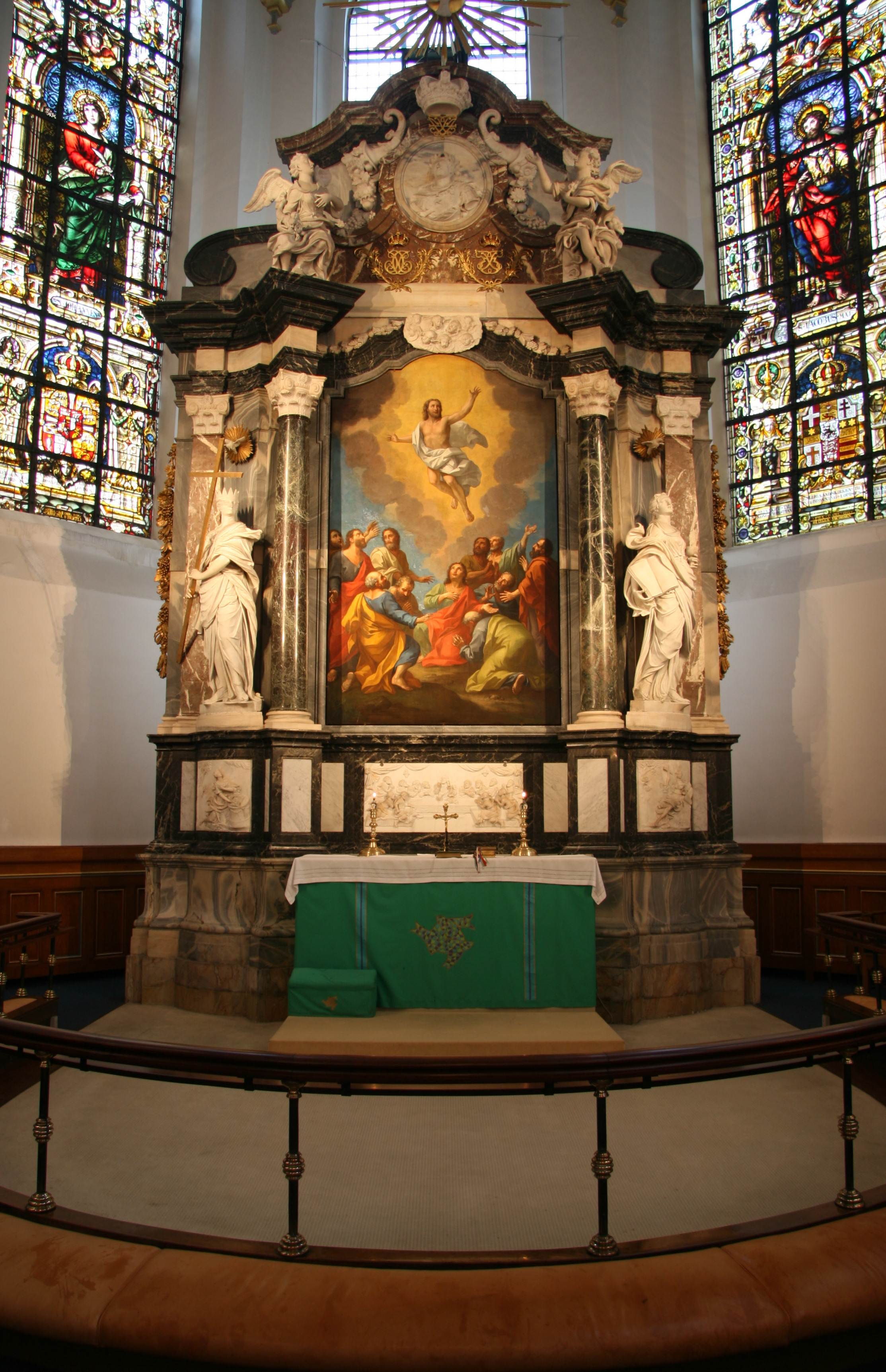
Altartavla från slottskyrkan, skänkt 1728 till Helligåndskirken i Köpenhamn